# Paul Jaster
Paul Jaster (* 1. Oktober 1921 in Deutsch Krone; † 24. Januar 2004 in Stahnsdorf) war ein deutscher Schauspieler und Synchronsprecher.

## Leben
Paul Jaster wurde 1921 in Deutsch Krone, dem heutigen Wałcz, geboren. Gemeinsam mit seiner Ehefrau, der Schauspielerin Dorothea Mommsen (1926–2017), war er von 1962 bis 1977 am Meininger Theater engagiert. Anschließend hatte er ein Engagement an den Bühnen der Stadt Magdeburg. Für den Deutschen Fernsehfunk und die DEFA stand er vereinzelt vor der Kamera. Ebenfalls für die DEFA wirkte er als Synchronsprecher.
Paul Jaster verstarb 2004 im Alter 82 Jahren in Stahnsdorf.

## Filmografie
- 1962: Das grüne Ungeheuer (Fernseh-Fünfteiler. 2 Episoden)
- 1977: Jörg Ratgeb, Maler
- 1984: Verschenktes Glück

## Theater
- 1961: Heinrich von Kleist: Das Käthchen von Heilbronn (Kaiser) – Regie: Hans-Jörg Schneider (Kleist-Theater Frankfurt (Oder))
- 1966: Jewgeni Schwarz: Der Drache (Bürgermeister) – Regie: Fred Grasnick (Das Meininger Theater)
- 1968: Manfred Freitag/Joachim Nestler: Seemannsliebe – Regie: Fred Grasnick (Das Meininger Theater)
- 1973: Christian Dietrich Grabbe: Napoleon oder Die hundert Tage – Regie: Horst Ruprecht (Das Meininger Theater)
- 1974: William Shakespeare: Julius Caesar – Regie: Horst Ruprecht (Das Meininger Theater)
- 1978: Gotthold Ephraim Lessing: Minna von Barnhelm – Regie: Karl Schneider (Bühnen der Stadt Magdeburg – Maxim Gorki Theater)
- 1982: Adolf Nowaczynski: Der Große Friedrich (Johann Ernst Gotzkowsky) – Regie: Karl Schneider (Bühnen der Stadt Magdeburg)
- 1987: István Örkény: Katzenspiel – Regie: Christian Bleyhoeffer (Bühnen der Stadt Magdeburg)
- 1993: Fitzgerald Kusz: Unkraut vergeht nicht – Regie: Rainer Behrend  (Theater Tribüne Berlin)

## Synchronisation
- 1943 (Synchro der 60er Jahre): Frederick Worlock als Geoffrey Musgrave in Sherlock Holmes: Gespenster im Schloß
- 1943 (1969): Ian Wolfe als Ladenverkäufer in  Sherlock Holmes: Verhängnisvolle Reise
- 1944 (1969): Arthur Hohl als Adam Gilflower in  Sherlock Holmes: Das Spinnennest
- 1944 (1969): Charles Francis als Museumsdirektor Digby in Sherlock Holmes: Die Perle der Borgia
- 1946 (1969): Frederick Worlock als Prof. William Kilbane in Sherlock Holmes: Juwelenraub
- 1964 (1986): Livio Lorenzon als Salman Osar in Herkules gegen die Tyrannen von Babylon
- 1969–2013: Patrick Jordan als Tredwell in Agatha Christie’s Poirot (Fernsehserie, 1 Episode)
- 1981: Jewgeni Gurow als Generalow in Zwei Zeilen, kleingedruckt